# Храм Архангела Михаила при клиниках на Девичьем поле
Храм Архангела Михаила при клиниках на Девичьем поле — приходской православный храм в районе Хамовники города Москвы. Входит в состав Центрального благочиния Московской епархии Русской православной церкви. Построен в 1894—1897 годах на Девичьем поле при университетских клиниках медицинского факультета Московского университета.

## История

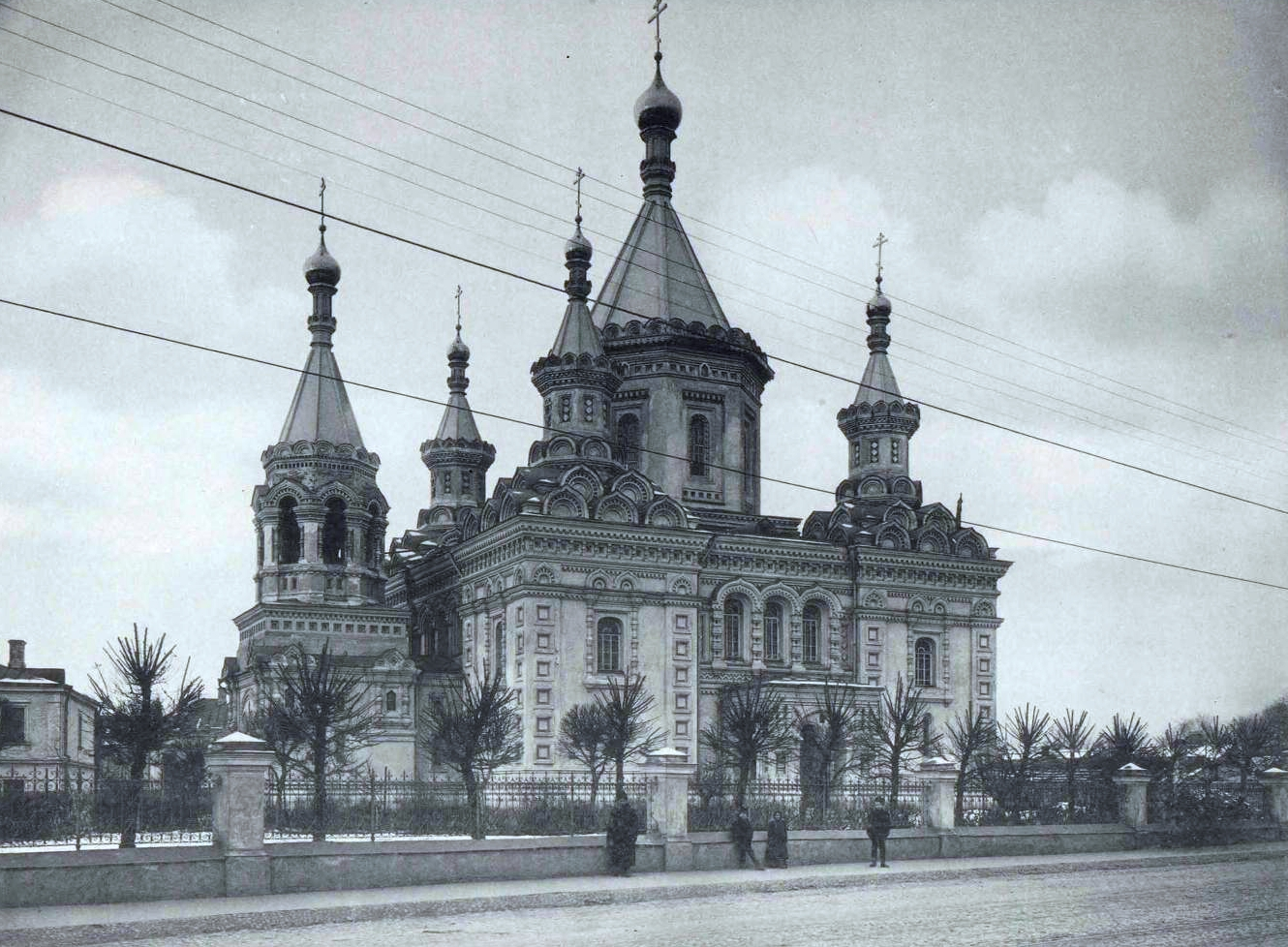
Храм в 1911 году

Строительство храма началось 17 июля 1894 года на средства профессора Александра Макеева. Проект храма выполнил архитектор Михаил Никифоров, руководил строительством и осуществлял расчёт устойчивости архитектор Александр Мейснер. Строительство храма было завершено к 1897 году.
В 1931 году храм был закрыт, сломаны шатры храма и вершина колокольни. В 1974 году заброшенное здание церкви было включено в список памятников архитектуры, однако, несмотря на это, в 1978 году храм частично сломали по инициативе Московского медицинского института, который собирался построить на освободившемся месте пищеблок. Полностью была снесена западная стена и разрушены приделы, снос храма остановили при вмешательстве общественности, в том числе и известных архитекторов. Разрушенным здание простояло до 1992 года, когда храм передали Русской православной церкви, после чего началось его медленное восстановление, которое закончили к 2002 году.

## Духовенство
- Протоиерей Андрей Шумилов
- Протоиерей Александр Зиминов
- Иерей Алексей Гаркуша
- Иерей Константин Кабанов
- Протодиакон Леонид Каюров
- Диакон Иван Зуев[4].

## Святыни

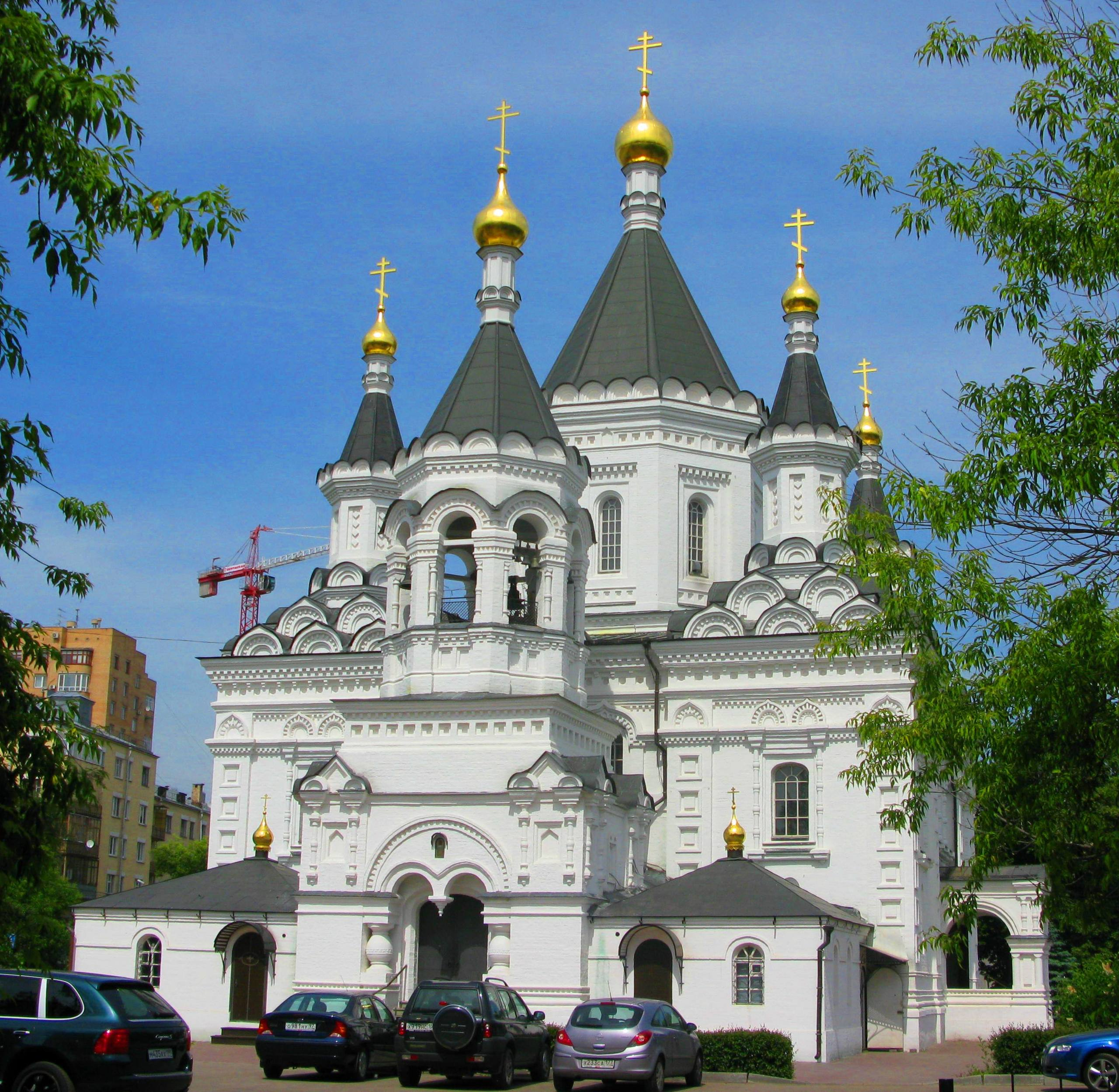
Храм в 2008 году

- Икона священномученика Харалампия, епископа Магнезийского, с частицей мощей святого (в алтаре главного престола храма)
- Икона Святого благоверного князя Александра Невского с частицей мощей святого (слева от иконостаса в приделе Святого благоверного князя Александра Невского)
- Икона апостола Андрея Первозванного с частицей мощей святого (на западной стене храма в приделе Святого благоверного князя Александра Невского)
- Икона преподобного Давида Серпуховского с частицей мощей святого (на западной стене храма в приделе Святого благоверного князя Александра Невского)
- Икона преподобного Саввы Сторожевского с частицей мощей святого (на западной стене храма в приделе Святого благоверного князя Александра Невского)
- Икона великомученика Пантелеимона с частицей мощей святого (справа от иконостаса в приделе великомученицы Екатерины)
- Икона преподобного Серафима Саровского с частицей мощей святого (на западной стене храма в приделе великомученицы Екатерины)
- Икона святителя Луки Крымского с частицей мощей святого (в центре храма, левая колонна)
- Два мощевика (перед иконостасом придела великомученицы Екатерины)[5]